# Бисбас, Стелиос
Стилианос (Стелиос) Бисбас (греч. Στυλιανός (Στέληως) Μπίσμπας; род. 9 ноября 1968, Афины) — греческий легкоатлет, специалист по барьерному бегу. Выступал на профессиональном уровне в 1986—1997 годах, обладатель бронзовой медали Всемирной Универсиады, серебряный призёр Средиземноморских игр, чемпион Греции в беге на 60 и 110 метров с барьерами, участник летних Олимпийских игр в Атланте.

## Биография
Стелиос Бисбас родился 9 ноября 1968 года в Афинах, Греция. Занимался лёгкой атлетикой в столичном клубе «Этникос».
Впервые заявил о себе на международном уровне в сезоне 1986 года, когда вошёл в состав греческой сборной и выступил на домашнем юниорском мировом первенстве в Афинах — в зачёте бега на 400 метров с барьерами установил свой личный рекорд (55,30), но в финал не вышел.
В 1987 году на юниорском европейском первенстве в Бирмингеме стал седьмым в беге на 110 метров с барьерами и в эстафете 4 × 400 метров. Также в этом сезоне финишировал седьмым на Средиземноморских играх в Латакии.
В 1988 году начал эстафету олимпийского огня перед зимней Олимпиадой в Калгари.
В 1989 году на чемпионате Балкан в Сере выиграл серебряную медаль в 110-метровом барьерном беге, тогда как на Всемирной Универсиаде в Дуйсбурге остановился на стадии полуфиналов.
В 1992 году бежал 60 метров с барьерами на чемпионате Европы в помещении в Генуе, в финал не вышел.
В 1993 году отметился выступлением на чемпионате мира в помещении в Торонто, в барьерном беге на 110 метров завоевал серебряную награду на Средиземноморских играх в Лангедок-Руссильон и бронзовую награду на Всемирной Универсиаде в Буффало.
В 1994 году в 60-метровом барьерном беге стартовал на чемпионате Европы в помещении в Париже, дошёл до полуфинала.
На Всемирной Универсиаде 1995 года в Фукуоке благополучно преодолел четвертьфинальный этап, но в полуфинале не стартовал.
В 1996 году выиграл зимний чемпионат Греции в Пирее, выступил на чемпионате Европы в помещении в Стокгольме, с личным рекордом 13,61 превзошёл всех соперников на летнем чемпионате Греции в Афинах. Благодаря череде успешных выступлений удостоился права защищать честь страны на летних Олимпийских играх в Атланте — в программе барьерного бега на 110 метров не смог пройти дальше предварительного квалификационного этапа.
Завершил спортивную карьеру по окончании сезона 1997 года.